# Jovin
Jovin (Latinski: Iovinus) bio je zapadnorimski car uzurpator od 411. do svoje smrti 413. godine.
U Galiji je od 406. godine vladala pomutnja jer je nekoliko većih grupa barbara prešlo Rajnu (Vandali, Alani, Burgundi...), a 407. britanske legije proglasile su za cara Konstantina III. Konstantina je svladao 411. Honorijev vojskovođa Flavije Konstancije. Međutim, galo-rimski aristokrat Jovin te je iste godine proglašen za cara u Mainzu na Rajni uz podršku Burgunda i Alana. Jovin je zatim dopustio Burgundima da se nasele na teritoriju carstva u okolini Vormsa pod izlikom svoje carske vlasti.
Nakon toga, Jovin je pridobio podršku vizigotskog kralja Ataulfa, ali se s njim posvađao 412. kada je svojega brata Sebastiana proglasio suvladarom. Ataulf je prešao na Honorijevu stranu i 413. pomogao carskoj vojsci poraziti uzurpatore. Sebastian je odmah pogubljen, a Jovin je uhvaćen i ubijen u Valentiji u južnoj Galiji. Glave dvojice braće odsječene su i poslane prvo na Honorijev dvor u Raveni, a potom u Kartagu kao potvrda njihovog poraza.